# Edith Falls
Edith Falls är ett vattenfall i Australien. Det ligger i territoriet Northern Territory, omkring 240 kilometer sydost om territoriets huvudstad Darwin. Edith Falls ligger 134 meter över havet.
Trakten runt Edith Falls är nära nog obefolkad, med mindre än två invånare per kvadratkilometer.. Det finns inga samhällen i närheten. 
Omgivningarna runt Edith Falls är huvudsakligen savann. Genomsnittlig årsnederbörd är 1 146 millimeter. Den regnigaste månaden är mars, med i genomsnitt 260 mm nederbörd, och den torraste är juli, med 1 mm nederbörd.